# Bilkske
Het Bilkske is een straat in het historisch centrum van Brugge.

## Beschrijving
In de middeleeuwen leidde een naamloos doodlopend wegje van de Langestraat naar een bilk. Een bilk is een wat hoger gelegen en omgrachte weide waar dieren grazen. Soms hadden ze een specifieke benaming: de koeienbilk, de ossenbilk, de schapenbilk.
De hier behandelde bilk komt voor in documenten:
- 1352: up den Beilc in de Langhestrate;
- 1362: in de Langhestrate up den Beilc.

De naam die in de volksmond leefde, het Bilkske, werd er in 1929 officieel aan gegeven, toen er bebouwing werd toegestaan en de weide hierdoor verdween. Het oorspronkelijk straatje bleef smal, maar de verlenging werd heel wat breder. Ze sloot aan op een nog bredere nieuwe straat die de naam Schijfstraat kreeg, vanwege de schietstand die er was gebouwd voor militaire oefeningen. Die straat eindigde zelfs zo breed dat het eigenlijk een pleintje werd.
In 1971, na de fusie van Brugge en randgemeenten, stelde men vast dat ook in Assebroek een Schijfstraat bestond. Er werd beslist de naam in die deelgemeente te behouden en de Brugse Schijfstraat als één straat samen te voegen met het Bilkske. Het argument om de Assebroekse naam te behouden, hoewel er meer inwoners waren in de Brugse, was dat de schietstand in Assebroek nog steeds bestond en anderzijds Bilkske en Schijfstraat in feite één doorlopende straat vormden.
Het Bilkske loopt thans van de Langestraat naar de Kazernevest.

## Literatuur

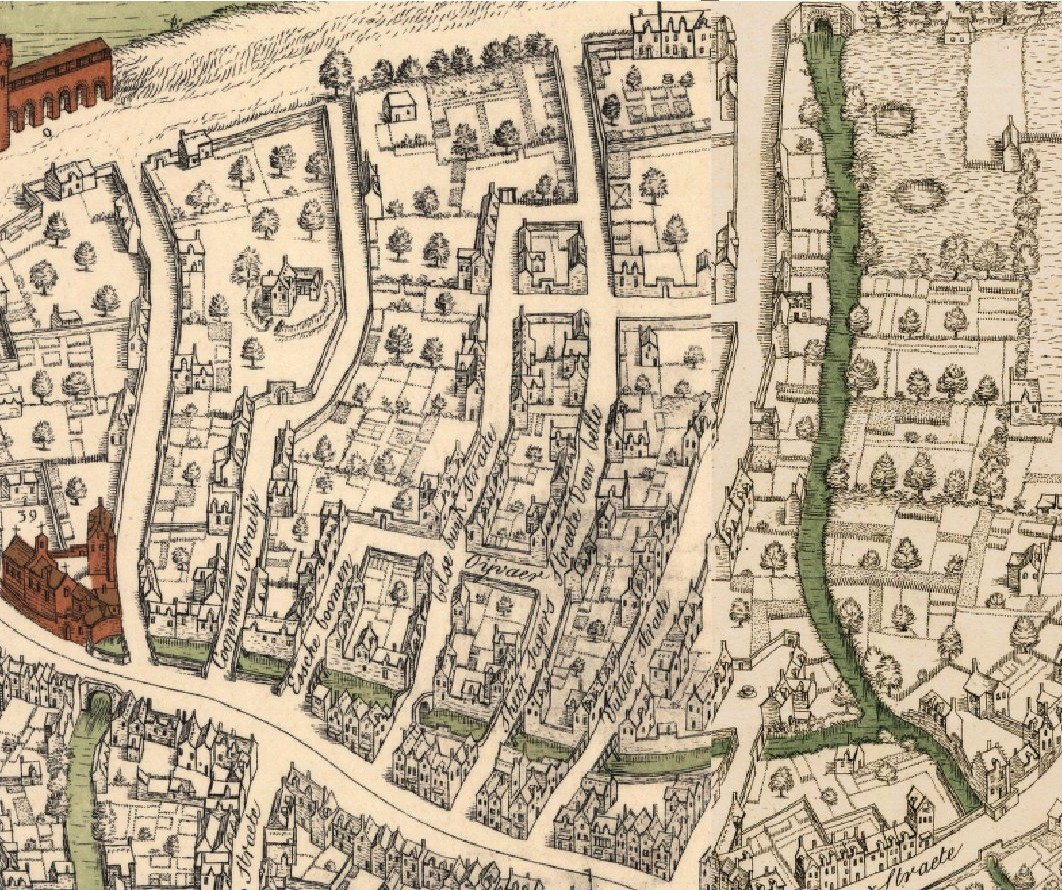
Op de kaart van Brugge door Marcus Gerards staat de doodlopende weg met een brug over het toen nog niet gedempte Vuldersreitje
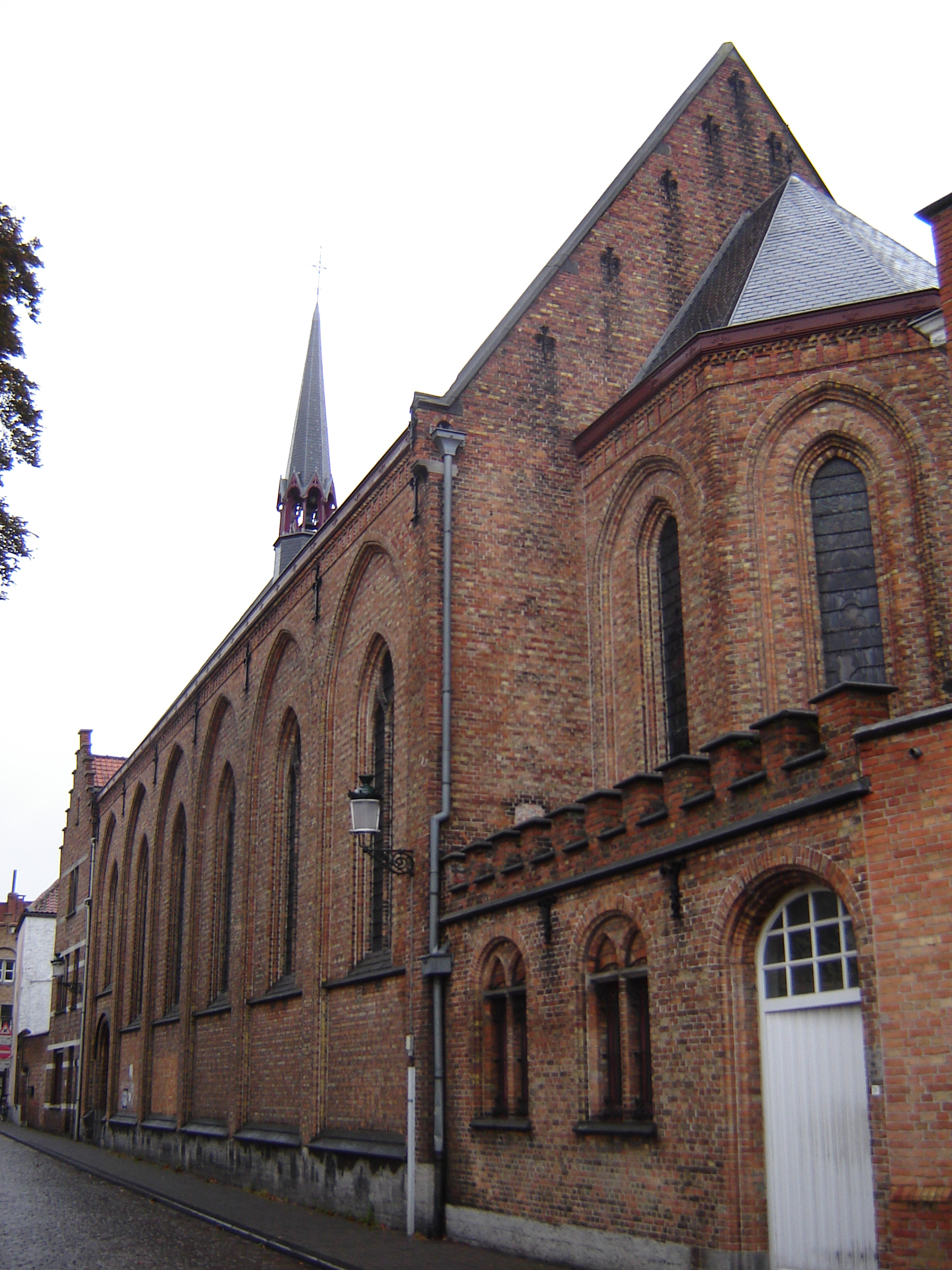
De Heilige Familiekerk in het Bilkske